# جوردن فيري
جوردن فيري (بالفرنسية: Jordan Ferri)‏ (12 مارس 1992 فرنسا - ) هو لاعب كرة قدم فرنسي يلعب كلاعب وسط.

## وصلات خارجية
جوردن فيري على موقع الاتحاد الأوربي (الإنجليزية)
- جوردن فيري على موقع رابطة كرة القدم الفرنسية للمحترفين (الإنجليزية)
- جوردن فيري على موقع إي إس بي إن إف سي (الإنجليزية)
- جوردن فيري على موقع قاعدة بيانات كرة القدم.إي يو (الإنجليزية)
- جوردن فيري على موقع بيانات كرة القدم. دي إي (الألمانية)
- جوردن فيري على موقع ليكيب (الفرنسية)
- جوردن فيري على موقع Soccerbase.com (لاعب) (الإنجليزية)
- جوردن فيري على موقع Soccerway.com (الإنجليزية)
- جوردن فيري على موقع عالم كرة القدم.نت (الإنجليزية)
- جوردن فيري على موقع AS.com (الإسبانية)